# 안토니오 라틴
안토니오 우발도 라틴(스페인어: Antonio Ubaldo Rattín, 1937년 5월 16일 ~ )은 아르헨티나의 전 축구 선수이다. 그는 선수 생활을 보카 주니어스에서만 보냈다. 그리고 아르헨티나 축구 국가대표팀으로 34경기 1골을 기록했으며, 1962년 FIFA 월드컵과 1966년 FIFA 월드컵에도 출전하였다. 특히 그가 출전한 두 번째 월드컵은 아르헨티나의 주장으로 나왔다.
그는 1966년 FIFA 월드컵에서 개최국 잉글랜드와의 8강전에서 전반 35분 경고 누적으로 퇴장당했다. 그러나 이는 심판이었던 서독의 루돌프 크라이틀라인 심판이 스페인어를 이해하지 못 해서 자신에 대한 욕설로 간주하여 생긴 오해였다. 라틴은 이를 개최국 잉글랜드가 승리하기 위한 술수라고 생각했고, 이 퇴장에 항의하기 위해 엘리자베스 2세 영국 여왕이 걸어나올 카펫에 앉았으며, 그가 두 명의 경찰관에게 끌려나오기 전까지 영국의 우승기를 향해 찡그린 표정을 하였다. 이 사건으로 잉글랜드와 아르헨티나의 라이벌 의식이 점화되었다고 볼 수 있다.